# Senecio (Paul Klee)
Senecio é uma pintura de Paul Klee. A data de criação é 1922. A obra é do gênero arte abstrata. Faz parte do acervo do Museu das Belas Artes na cidade de Basiléia, Suíça.

## Descrição
Suas medidas são: 40,3 centímetros de altura e 37,4 centímetros de largura. Foi utilizado na obra tinta a óleo sobre base de giz, sobre cartolina, originalmente estava enquadrada em uma moldura amarela. Faz parte de Museu das Belas Artes.